# 布劳内
布劳内（義大利語：Braone），是意大利布雷西亚省的一个市镇。总面积12平方公里，人口676人，人口密度56.3人/平方公里（2009年）。国家统计（ISTAT）代码为017027。